# 原田文也
原田 文也（はらた ぶんや、1916年（大正5年）4月18日 - 2000年（平成12年）12月12日）は、昭和から平成初期の政治家。長野県茅野市長。

## 来歴
長野県諏訪郡玉川村（現茅野市）で、原田浜三郎、なか の二男として生まれた。早稲田大学商学部聴講生（講義録）修了。1932年（昭和7年）伊勢丹に入社し、その後、2年間兵役に就いた。1940年（昭和15年）日立航空機に移り、1945年（昭和20年）玉川村役場に入り、1852年（昭和27年）収入役に就任。1955年（昭和30年）合併で茅野町収入役となる。茅野市発足後、1958年（昭和33年）収入役、1963年（昭和38年）助役となる。1967年（昭和42年）に退職し、東洋精機興業に入社し事業部副部長に就任。
1971年（昭和46年）4月、茅野市長選挙に当選し、6期在任して1995年（平成7年）4月に退任した。在任中は茅野駅周辺市街地の再開発、工業団地の造成、公共下水道の整備などに尽力した。その他、茅野市観光連盟会長、長野県国民健康保険団体連合会長、茅野冨士見原消防組合長、市森林組合長、市体育協会長などを歴任した。

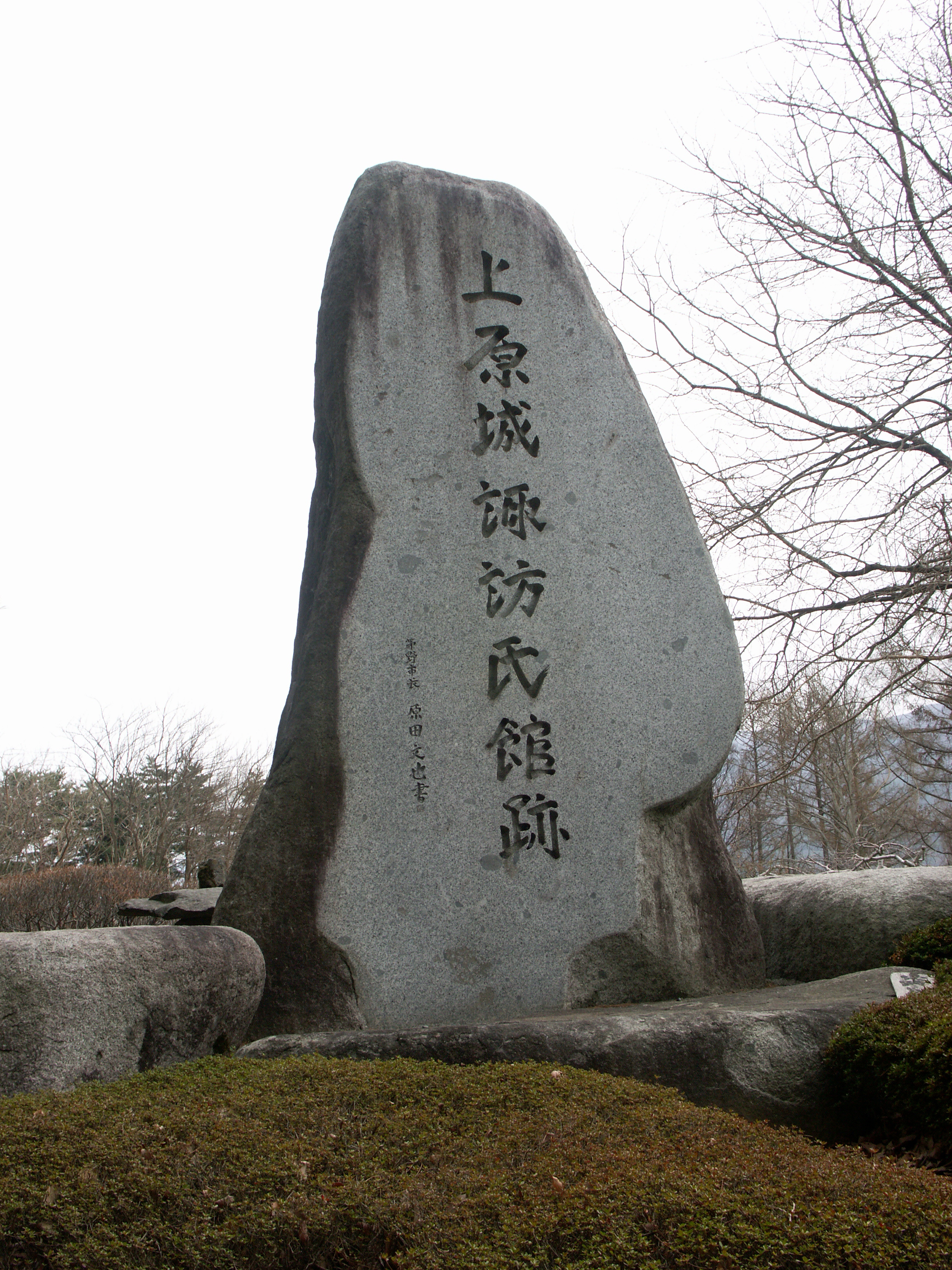
上原城諏訪氏居館跡の石碑。茅野市長、原田文也書と刻されている。

## 栄典
- 1995年（平成7年）勲三等瑞宝章受章[2]
- 死没日付をもって従五位に叙された[4]